# Portella de Bac d'Hortell
La Portella de Bac d'Hortell és una collada d'alta muntanya situada a 2.557,6 m alt del límit dels termes comunals de Dorres, Enveig i Portè, tots tres de la comarca de l'Alta Cerdanya, a la Catalunya del Nord.
És a l'extrem nord-oest del terme de Dorres, al nord-est del d'Enveig i al sud-est del de Portè, al sud-est del Puig Occidental de Coll Roig. Pertany a la Serra de la Portella del Bac d'Hortell.